# غوردون توماس
غوردون توماس (بالإنجليزية: Gordon Thomas)‏ هو عازف جاز أمريكي، ولد في 1916، وتوفي في 25 يناير 2016.

## وصلات خارجية
- غوردون توماس على موقع ميوزك برينز (الإنجليزية)